# Acrepidopterum pilosum
Acrepidopterum pilosum là một loài bọ cánh cứng trong họ Cerambycidae.